# Occhi rossi (singolo)
Occhi rossi è un singolo del cantautore italiano Coez, pubblicato il 25 febbraio 2022 come quarto estratto dal sesto album in studio Volare.

## Video musicale
Il video, diretto da Fele La Franca e Alessandro Albanese e girato in Sicilia, fra i comuni di Monreale, Piana degli Albanesi e Terrasini, è stato reso disponibile in concomitanza del lancio del singolo attraverso canale YouTube del cantante.

## Classifiche

### Classifiche settimanali
| Classifica (2022) | Posizione massima |
| ----------------- | ----------------- |
| Italia            | 21                |

### Classifiche di fine anno
| Classifica (2022) | Posizione |
| ----------------- | --------- |
| Italia            | 68        |